# Príncipe Mecânico
Príncipe Mecânico (em inglês:  Clockwork Prince) é um romance escrito por Cassandra Clare. É o segundo livro da trilogia As Peças Infernais (The Infernal Devices), escrito através da perspetiva da protagonista Tessa Gray, que vive no Instituto de Londres entre os Caçadores de Sombras, um grupo de seres metade anjos, metade humanos, chamados de Nephilim. Após as recentes falhas de Charlotte, a diretora do Instituto, o Conselho dos Caçadores de Sombras começam a questionar a sua capacidade de dirigir. Agora Tessa e seus amigos devem encontrar Mortmain, 
um empresário maligno que quer destruir todos os Nephilim no mundo, ou evitar perder o controle do Instituto.
O livro contém também muitas citações que se referem a peças famosas da literatura vitoriana, como The Palace of Art de Alfred Tennyson, A Tale of Two Cities de Charles Dickens e as obras de Samuel Taylor Coleridge. O livro foi publicado nos Estados Unidos pela editora Margaret K. McElderry Books em 2011, no Brasil foi publicado pelo selo do Grupo Editorial Record, Galera Record em 2013 e em Portugal foi publicado pela Editorial Planeta no mesmo ano.
Uma sequência de Príncipe Mecânico, intitulada Clockwork Princess ( em português Princesa Mecânica), foi lançada em 19 de março de 2013.

## Sinopse
Tessa Gray não está sonhando. Nada do que aconteceu desde que saiu de Nova York para Londres – ser sequestrada pelas Irmãs Sombrias, perseguida por um exército mecânico, ser traída pelo próprio irmão e se apaixonar pela pessoa errada – foi fruto de sua imaginação. Mas talvez Tessa Gray, como ela mesma se reconhece, nem sequer exista. O Magistrado garante que ela não passa de uma invenção. Para entender o próprio passado e ter alguma chance de projetar seu futuro, primeiro Tessa precisa entender quem criou Axel Mortmain, também conhecido como Príncipe Mecânico.